# Státní převrat v Burkině Faso (září 2022)
Státní převrat v Burkině Faso v září 2022 byl vojenský převrat, který proběhl v západoafrické zemi Burkina Faso dne 30. září 2022 a při němž byl sesazen prozatímní prezident Paul-Henri Sandaogo Damiba kvůli údajné neschopnosti řešit džihádistické povstání v zemi. Damiba se k moci dostal o osm měsíců dříve rovněž převratem. Funkci prozatímního prezidenta převzal kapitán Ibrahim Traoré.

## Pozadí

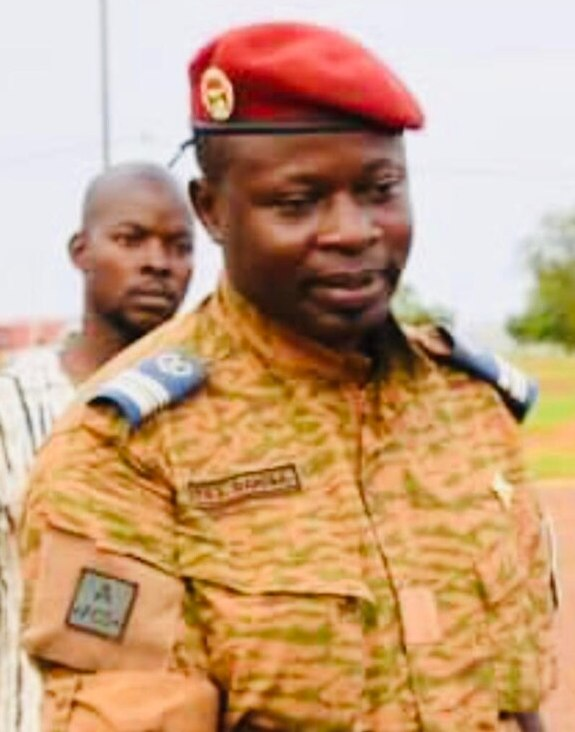
Paul-Henri Sandaogo Damiba, prozatímní prezident sesazený během převratu

Zářijový převrat následoval po předešlém státním převratu v Burkině Faso v lednu 2022. Lednový převrat byl motivován neschopností burkinafaské vlády potlačit džihádistické povstání v zemi. Skupina armádních důstojníků tehdy svrhla prezidenta Rocha Marca Christiana Kaborého a nastolila vládu vojenské junty nazvanou Vlastenecké hnutí za ochranu a obnovu (Patriotic Movement for Safeguard and Restoration) v čele s Paulem-Henrim Sandaogo Damibou. Převrat byl v zemi zpočátku přijat pozitivně, protože předchozí vláda byla kvůli neúspěšnému boji proti povstalcům značně nepopulární.
Nový režim však rovněž nedokázal rebely porazit a naopak ztratil některá území ve prospěch džihádistů a dalších ozbrojených skupin. Do září 2022 bylo téměř 40 % území Burkiny Faso pod kontrolou nestátních sil. Damiba mezitím odvolal ministra obrany a sám se této funkce ujal. Několik důstojníků, kteří v lednu převrat podpořili, začalo být s Damibovou vládou nespokojeno a později mu vyčítali, že se dostatečně nesoustředil na porážku povstalců a místo toho sledoval vlastní cíle. Mezi těmito nespokojenými důstojníky převažovali mladší vojáci sloužící přímo na frontových liniích. Postupně také klesala Damibova veřejná podpora.
Nespokojení důstojníci proto naplánovali vlastní převrat pod vedením kapitána Ibrahima Traorého. Traoré působil jako velitel vojenské jednotky v Kaye, městě na severu země. Přesná povaha jeho jednotky je sporná – francouzský deník Jeune Afrique uvedl, že velel dělostřeleckému pluku, zatímco jiné zdroje tvrdí, že stál v čele speciálních jednotek „Cobra“. Kromě neúspěchů vlády v boji proti povstalcům byli příslušníci Cobry rozhořčeni také zpožděním svých výplat a skutečností, že jejich bývalý velitel Emmanuel Zoungrana, který byl uvězněn ještě za vlády Kaborého, nebyl Damibou propuštěn. Dne 26. září povstalci přepadli zásobovací konvoj směřující do obleženého severního města Djibo, přičemž zabili jedenáct burkinafaských vojáků a unesli padesát civilistů. Tato událost ještě více podkopala důvěru veřejnosti v Damibovu vládu a mohla přispět k jeho svržení.
Převrat se odehrál v době, kdy v předchozích letech usilovaly v oblasti Sahelu o posílení svého vlivu Rusko a Turecko. Mezi hlavní aktéry ruského vlivu v oblasti patřila Wagnerova skupina, jejíž zakladatel Jevgenij Prigožin byl blízkým spojencem ruského prezidenta Vladimira Putina až do vzpoury Wagnerovy skupiny v červnu 2023. V Burkině Faso i dalších zemích Sahelu rostla nespokojenost s Francií, hlavním spojencem regionu v boji proti džihádistů, mnozí v zemi upřednostňovali nahrazení Francie právě Ruskem. Prigožin se snažil ovlivnit protifrancouzské nálady v Sahelu prostřednictvím tzv. trollích farem. Armáda byla před převratem rozdělena v otázce, zda se místo Francie obrátit na jiné mezinárodní partnery, zejména pak na Rusko. Damiba však tento krok neučinil.

## Průběh převratu
Převrat začal brzy ráno, když bylo v několika částech hlavního města Ouagadougou, včetně čtvrti Ouaga 2000, kde sídlí prezidentský palác i vedení vojenské junty, slyšet intenzivní střelbu a exploze. Maskovaní vojáci zorganizovali blokády v centru města. Ke vzájemným střetům došlo na vojenské základně Camp Baba Sy, kde měl prozatímní prezident Paul-Henri Sandaogo Damiba své hlavní sídlo, střelba byla hlášena také u paláce Kosyam, tedy u oficiálního sídla prezidenta. Státní televize přestala vysílat. O několik hodin později prozatímní vláda přiznala existenci „vnitřní krize“ v armádě a oznámila, že probíhají jednání o urovnání situace, která ovšem ve výsledku neuspěla. Damiba následně na Facebooku připustil, že v určitých složkách národních ozbrojených sil došlo ke „změnám nálad“..
Jakmile civilní obyvatelstvo pochopilo, že probíhá převrat, začaly se v hlavním městě shromažďovat skupiny lidí, které se snažily získat informace nebo vyjádřit podporu pučistům.
Večer 30. září oznámil kapitán Ibrahim Traoré, že on a skupina důstojníků se rozhodli sesadit prozatímního prezidenta Damibu kvůli jeho neschopnosti vypořádat se se zhoršující se džihádistickou vzpourou v zemi. Zavedl zákaz vycházení od 21:00 do 5:00, pozastavil veškeré politické a občanské aktivity, uzavřel všechny pozemní i letecké hranice a pozastavil platnost ústavy. Traoré se zároveň prohlásil za nového vůdce Vlasteneckého hnutí za ochranu a obnovu a rozpustil vládu i přechodné zákonodárné shromáždění.

## Následky
Místo pobytu Damiby po převratu zpočátku nebylo známo, nová junta pod vedením Traorého jej později obvinila, že se pokusil uprchnout na francouzskou vojenskou základnu Camp Kamboinsin, odkud měl údajně plánovat protiúder. Damiba však toto obvinění odmítl.  Následujícího dne burkinofaští občané podporující převrat zaútočili na francouzské velvyslanectví v Ouagadougou a na Francouzský kulturní institut v Bobo-Dioulasso. Francie tyto útoky na její instituce odsoudila a potvrdila, že do aktivit v zemi se nijak nezapojila.
Dne 2. října oznámili náboženští a komunitní představitelé, že Damiba souhlasil s rezignací poté, co mezi ním a Traorém zprostředkovali jednání. Damiba si během nich vymínil sedm záruk, včetně ochrany svých spojenců, záruky vlastní bezpečnosti a práv a také závazku nové junty splnit slib, který poskytl ECOWASu o návratu k civilní vládě do dvou let. Traoré na tyto podmínky přistoupil a Damiba následně v audiozáznamu oznámil svou rezignaci. S pomocí některých armádních důstojníků poté uprchl do exilu v Togu.
V lednu 2023 junta Vlasteneckého hnutí za ochranu a obnovu nařídila francouzským jednotkám, aby do měsíce opustily zemi. Francouzská armáda oficiálně ukončila své operace v zemi v únoru 2023. Později ve stejném měsíci junta odstoupila od dohody o vojenské pomoci s Francií z roku 1961.
Navzdory převratu se v roce 2023 v Burkině Faso znovu zvýšila intenzita džihádistických útoků.

## Reakce
Reakce obyvatelstva Burkiny Faso po převratu zůstala smíšená. Zatímco část populace nový převrat podpořila a pučisty oslavovala, druhá část nevěřila, že politická změna povede k vyřešení narůstajících bezpečnostních problémů. Prezident burkinafaského Hnutí za lidská práva označil převrat za „velmi politováníhodný“ a kritizoval armádu za její rozdělení a neschopnost bojovat proti extremismu.
ECOWAS převrat odmítlo a uvedlo, že k němu došlo v „nevhodnou dobu“, tedy v době kdy se Burkina Faso vracela ke konstituční vládě. Předseda Komise Africké unie Moussa Faki převrat odsoudil jako „neústavní“ a pozastavil členství Burkiny Faso v organizaci.Organizace islámské spolupráce (OIC) převrat odsoudila a vyzvala k zachování klidu a vzájemnému dialogu.
Francouzská ministryně zahraničních věcí Catherine Colonnová vyjádřila obavy o bezpečnost francouzských občanů v zemi a poukázala na „závažné a nepřijatelné incidenty“, které postihly velvyslanectví a některé francouzské podniky.
Spojené státy vyjádřily „hluboké znepokojení“ nad situací a vyzvaly novou juntu k deeskalaci situace, ochraně občanů i vojáků a k návratu k „ústavnímu pořádku“.
Rusko vyzvalo k co nejrychlejšímu návratu k normálnímu stavu v zemi s cílem zajistit „úplný pořádek“ a „návrat k rámci legitimity“. Jevgenij Prigožin poblahopřál Traorému a označil ho za „skutečně odvážného syna vlasti“. Ve svém prohlášení ocenil Damibu za osvobození Burkiny Faso od „jha kolonialistů“, zároveň však uvedl, že „nenaplnil důvěru mladých důstojníků“, kteří „učinili nezbytné kroky v zájmu svého lidu“.